# Black Widow (1954)
Black Widow (bra: A Viúva Negra) é um filme de mistério estadunidense escrito, produzido e dirigido por Nunnally Johnson, baseado no romance de 1952 de mesmo nome de Patrick Quentin. O filme é estrelado por Ginger Rogers, Van Heflin, Gene Tierney e George Raft. Foi lançado em 28 de outubro de 1954 pela 20th Century Fox.

## Sinopse
Uma jovem aspirante a atriz (Peggy Ann Gardner) é assassinada e as suspeitas recaem sobre seu agente, um produtor da Broadway (Van Heflin).

## Elenco
- Ginger Rogers como Carlotta "Lottie" Marin
- Van Heflin como Peter Denver
- Gene Tierney como Iris Denver
- George Raft como Detetive Tenente C. A. Bruce
- Peggy Ann Garner como Nancy "Nanny" Ordway
- Reginald Gardiner como Brian Mullen
- Virginia Leith como Claire Amberly
- Otto Kruger como Gordon Ling
- Cathleen Nesbitt como Sra. Lucia Colletti
- Skip Homeier como John Amberly
- Hilda Simms como Anne
- Mabel Albertson como Sylvia (sem créditos)
- Bea Benaderet como Sra. Walsh (sem créditos)